# Buvce
Buvce (izvirno srbsko Бувце) je naselje v Srbiji, ki upravno spada pod Občino Lebane; slednja pa je del Jablaniškega upravnega okraja.

## Demografija
V naselju, katerega izvirno (srbsko-cirilično) ime je Бувце, živi 96 polnoletnih prebivalcev, pri čemer je njihova povprečna starost 52,1 let (52,4 pri moških in 51,8 pri ženskah). Naselje ima 41 gospodinjstev, pri čemer je povprečno število članov na gospodinjstvo 2,66.
To naselje je, glede na rezultate popisa iz leta 2002, večinoma srbsko, a v času zadnjih treh popisov je opazno zmanjšanje števila prebivalcev.
|  |

| Demografija | Demografija     | Demografija     |
| Leto        | Št. prebivalcev | Št. prebivalcev |
| ----------- | --------------- | --------------- |
|             |                 |                 |
|             |                 |                 |
|             |                 |                 |
|             |                 |                 |
| 1948        | 539             |                 |
| 1953        | 571             |                 |
| 1961        | 508             |                 |
| 1971        | 343             |                 |
| 1981        | 247             |                 |
| 1991        | 158             | 158             |
| 2002        | 109             | 109             |
|             |                 |                 |

| Etnična sestava po popisu iz leta 2002 | Etnična sestava po popisu iz leta 2002 | Etnična sestava po popisu iz leta 2002 | Etnična sestava po popisu iz leta 2002 | Etnična sestava po popisu iz leta 2002 |
| -------------------------------------- | -------------------------------------- | -------------------------------------- | -------------------------------------- | -------------------------------------- |
| Srbi                                   | Srbi                                   |                                        | 108                                    | 99,08%                                 |
| Črnogorci                              | Črnogorci                              |                                        | 1                                      | 0,91%                                  |
| Neznano                                | Neznano                                |                                        | 0                                      | 0,0%                                   |